# Telve
Telve est une commune italienne d'environ 2 000 habitants située dans la province autonome de Trente dans la région du Trentin-Haut-Adige dans le nord-est de l'Italie.

## Histoire

### Préhistoire et Antiquité
Les découvertes faites sur les hauteurs de Borgo et de Castel San Pietro qui remontent à la préhistoire montrent que Telve a été occupée depuis l'âge du bronze. Le peuple des Rhètes occupe la Valsugana pendant l'âge du fer. Les Romains construisent la Claudia Augusta Altinate pour relier la cité d'Aquilée au Trentino, cette voie passe par Telve. À la chute de l'Empire romain les Lombards intègrent Telve au duché de Trente qui échoit plus tard aux Francs.

### Le Moyen Âge
La première source certaine d'une implantation stable à Telve remonte à 1160, On parle pour la première fois de la famille des « de Telvo ». Cette famille accède au XIIe siècle à une position privilégiée auprès de l'évêque-comte de Feltre appartenant à la sphère politique tridentine. Vers la fin du XIIIe siècle, les « de Telvo » font construire le château de Telve dont les ruines subsistent toujours sous l'appellation de Castellalto.

### Les Temps Modernes
Au XIVe siècle, Telve passe sous domination de la famille véronèse des Della Scala puis aux Da Carrara envers lesquels elle fit preuve de loyauté ce qui l'épargna de l'expédition punitive de 1365 réprimant la Révolte des Rustici. En 1413, elle est sous domination de Frédéric IV, duc d'Autriche. Au XVe siècle une importante communauté allemande s'installe au village pour travailler dans une mine dont il ne reste plus trace aujourd'hui. En 1487, Telve fut assaillie par les Vénitiens impliqués dans une guerre contre les Habsbourg pour la domination du Trentin, le village fut détruit et incendié. En 1554, à la mort de Francesco V di Castellalto, seigneur de Telve, le château passe par héritage aux Trautmannsdorf. Il est vendu en 1635 à l'archiduchesse Claudia de' Medici qui le confie à la famille Buffa. En 1796, Napoléon supprime la féodalité locale et confie Telve au royaume d'Italie.

### De 1815 à aujourd'hui
En 1815, les Buffa obtiennent à nouveau le contrôle du village, ils y renonceront en 1825. En 1866, Telve est le théâtre d'une bataille de la Troisième guerre d'Indépendance. En 1917, pour fuir les violentes batailles de la Première Guerre mondiale, la majorité des habitants est évacuée et le village fut pratiquement détruit. La population retrouva à son retour en 1919 une situation désastreuse : seules 5 des 255 maisons étaient encore habitables. La reconstruction fut assez rapide. En 1928, avec d'autres communes des alentours elle est rattachée au territoire de Borgo Valsugana. En 1946, avec la chute du fascisme, Telve retrouve son autonomie.

## Administration
| Période                                  | Période      | Identité         | Étiquette | Qualité                          |
| ---------------------------------------- | ------------ | ---------------- | --------- | -------------------------------- |
| 15 mars 1919                             | 2 juin 1919  | Luigi Baldi      | -         | désigné par l'autorité militaire |
| 2 juin 1919                              | janvier 1920 | Luigi Baldi      | -         | constitution                     |
| juin 1920                                | 1922         | Antonio Ferrai   | -         |                                  |
| 1922                                     | 2 mai 1926   | Giobatta Franzoi | -         |                                  |
| 1947                                     | 1951         | Secondo Ferrai   | -         |                                  |
| 1951                                     | 1956         | Secondo Ferrai   | -         |                                  |
| 1956                                     | 1960         | Tito Vinante     | -         |                                  |
| 1960                                     | 1963         | Tito Vinante     | -         |                                  |
| 1963                                     | 1967         | Vito Fedele      | -         |                                  |
| 1967                                     | 1970         | Vito Fedele      | -         |                                  |
| 1970                                     | 1972         | Romano Rigon     | -         |                                  |
| 1972                                     | 1978         | Romano Rigon     | -         |                                  |
| 1978                                     | 1983         | Eliseo Vinante   | -         |                                  |
| 1983                                     | 1990         | Carlo Spagolla   | -         |                                  |
| 1990                                     | 1995         | Carlo Spagolla   | -         |                                  |
| 1995                                     | 2000         | Carlo Spagolla   | -         |                                  |
| 2000                                     | 2005         | Franco Rigon     | -         |                                  |
| 2005                                     | 2010         | Franco Rigon     | -         |                                  |
| 2010                                     | En cours     | Fabrizio Trentin | -         |                                  |
| Les données manquantes sont à compléter. |              |                  |           |                                  |

### Communes limitrophes
Les communes limitrophes sont  Baselga di Piné, Borgo Valsugana, Carzano, Castello-Molina di Fiemme, Castelnuovo, Palù del Fersina, Pieve Tesino, Scurelle, Telve di Sopra et Valfloriana.

## Personnalités
- Marcello Baldi (1923-2008), réalisateur et scénariste

## Galerie de photos

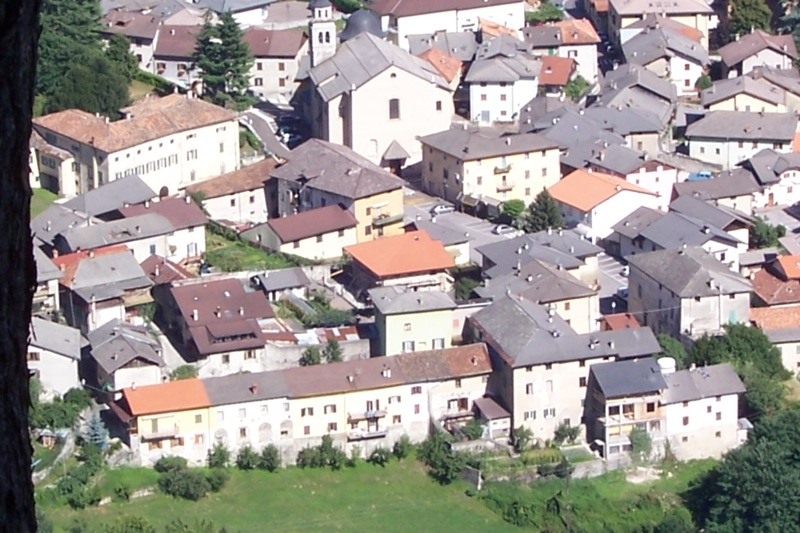
Vue générale.
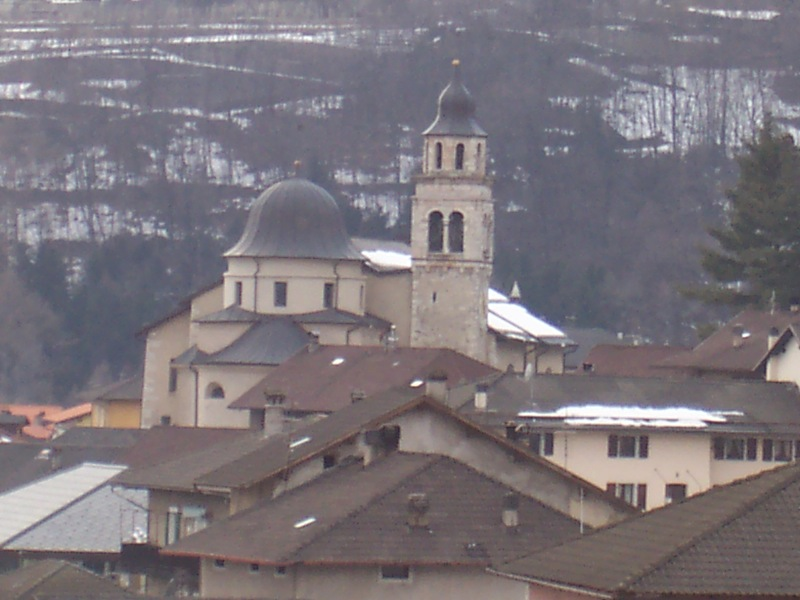
Église paroissiale.
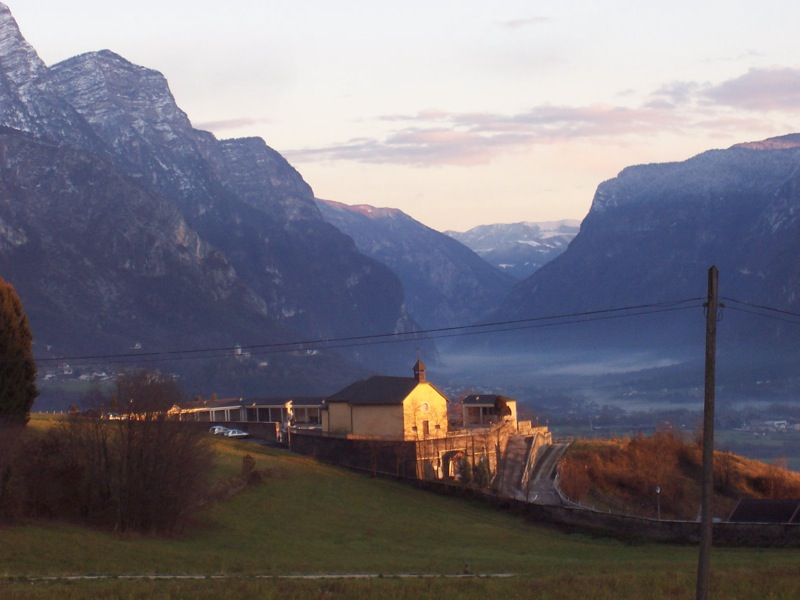
Chapelle.
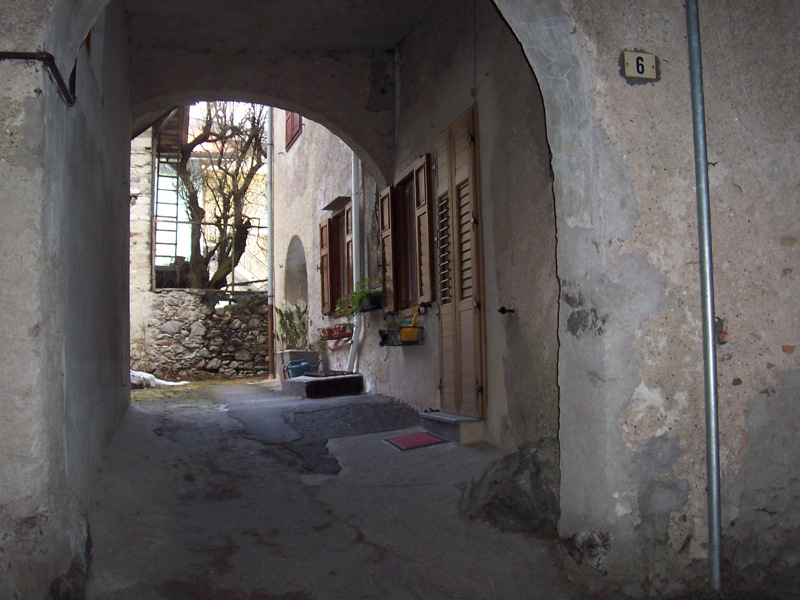
Passage pittoresque.
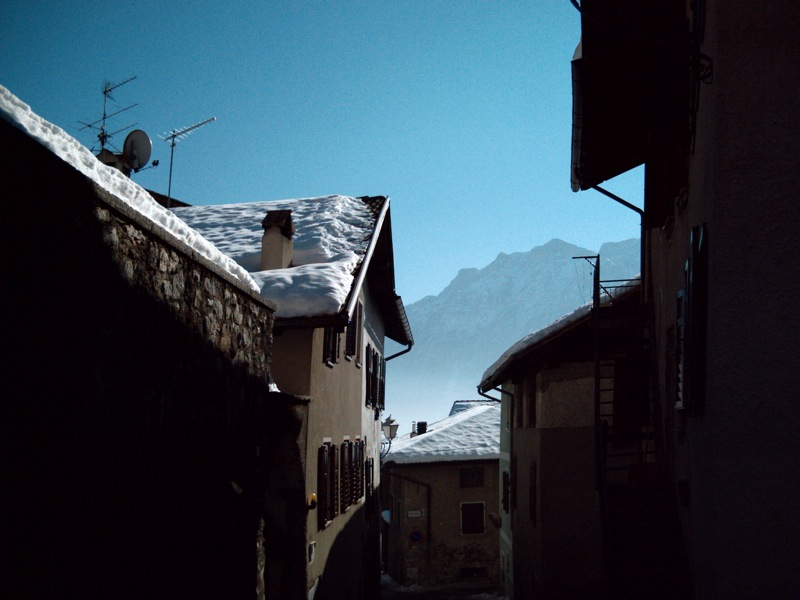
Sous la neige.